# Elatostema oxyodontum
Elatostema oxyodontum es una especie de planta del género Elatostema, perteneciente a la familia Urticaceae.

## Taxonomía
Elatostema oxyodontum fue descrita por Wen Tsai Wang en 2010.

## Distribución
Se encuentra en el territorio centro-sur de China.